# Meta Platforms
Meta Platforms, Inc.（商业名称：Meta）是美国一家经营社群網路服務、虛擬實境、元宇宙等产品的互聯網科技公司，总部位于美國加州门洛帕克，旗下擁有Facebook、Instagram、WhatsApp等社交軟體。它是由马克·扎克伯格和他的室友、哈佛學院的学生愛德華多·薩維林、安德魯·麥科勒姆、达斯廷·莫斯科维茨和克里斯·休斯一起创立的，最初的名字是TheFacebook.com，後簡化為Facebook，後於2021年10月28日由扎克伯格宣布改名為Meta。
Meta提供社群網路服務之外的其他产品和服务，包括Facebook Messenger、Facebook Watch和Facebook Portal，之後陸續收购了Instagram、WhatsApp、Oculus、Giphy和Mapillary，并持有Jio Platforms9.9%的股份。
Meta是全球最有价值的公司之一，与微软、亚马逊、苹果和Google一起被认为是五大科技公司之一。同時Meta亦為北美4大雲端服務提供者（CSP）之一。
“Meta”一词来自希腊语，意思是“Beyond”，表示未来主义的动机。

## 历史
2007年10月24日，微軟宣布以2.4億美元購入1.6%的Facebook股權，讓Facebook的總價值來到約150億美元。微軟的購股條件中包括可在網站上放置國際性廣告的權利。
2010年11月，根據SecondMarket公司的報告，Facebook的市值來到410億美元；险些超越eBay成為美國第三大網路公司，僅次於Google和Amazon.com。

### 首次公開募股（2012年）

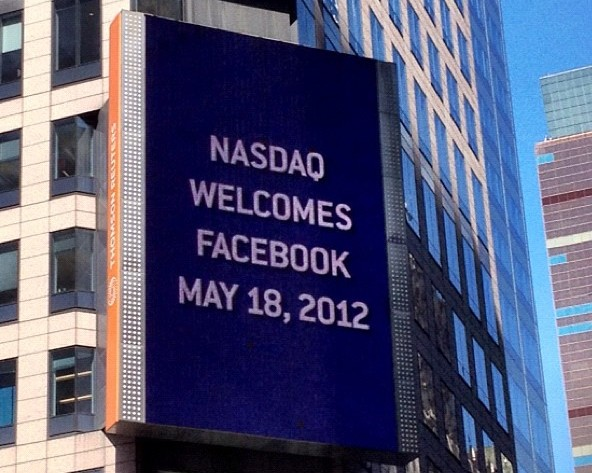
美國紐約市汤森路透大樓外歡迎Facebook加入纳斯达克的看板

2012年2月1日，Facebook向美國證券交易委員會提交集資規模為50億美元的上市申請。上市申請文件披露Facebook目前有8.45億活躍用戶，2011年純利增至10億美元，增長率為65%，年營業額為37.1億美元。預期2012年資本支出為16-18億美元。截至2011年底，全職員工共有3200人。
2012年5月17日，Facebook舉行首次公開募股，協定價格為每股38美元，公司當時的市值為1,040億美元，是至今價值最高的新掛牌上市公司。
2012年5月18日，Facebook通过首次公开募股正式在纳斯达克上市，以38美元定價，集資184億美元，成为美国历史上第三大首次公开募股案例。但股價也同之前上市的中國人人網走勢一樣，股價開始跳水。

### 首次公開募股后（2013年－2015年）
《華爾街日報》在2013年7月指出Facebook的首次公開募股表現影響美國全國經濟數據，在此同時Facebook總部所在的加州聖馬刁郡2012年第四季後成為全美薪水收入最高的縣。根據美國勞動數據局的報告指出，聖馬刁郡的平均週薪為3,240美元，較前年成長107%。報告中亦提到該郡的平均年薪等於168,000美元，比第二高的紐約郡（即為曼哈頓）高出50%，紐約郡當時的平均週薪為2,107美元，年薪約等於110,000美元。
俄羅斯網路公司Mail.Ru在2013年9月5日以5.25億的價格出售部分其持有的Facebook股份，該公司最初在2009年的投資金額為2億美元。在出售後Mail.Ru仍持有總值1,420萬美元的Facebook股份。
根據路透社在2013年12月11日的報道，標準普爾宣布將在2013年12月20日收盤後，將Facebook列入500指数成分股，取代自動測試設備供應商泰瑞達（隸屬費城半導體指數成分股）。
Facebook周一2014年9月8日股價升0.8%，報77.89美元，市值衝上2016億美元，躍升為全球市值第22大公司。其市值不僅超越其他科技巨企如電腦服務業龍頭IBM、晶片商英特爾及最大商業軟件商甲骨文，亦打敗全球最大車廠豐田汽車和最大飲品公司可口可樂。
2014年10月22日，Facebook创办人扎克伯格在中国北京的清华大学面向学生全程以中文演讲，并表示Facebook或将在2015年面向中国大陆招聘中文人才。除此之外，他还会见清华大学校长，参加清华大学经济管理学院顾问委员会全体会议，并以该委员会外籍委员身份与蒂姆·库克等人一起在中南海紫光阁与清华大学经管学院顾问委员会名誉委员、中共中央政治局常委王岐山会见。

### 企业品牌重塑（2021年－）
2021年10月28日，CEO扎克伯格在Connect 2021宣布，將會注重於元宇宙的開發、擴展與應用，並將公司名稱由「Facebook」改為「Meta」，公司股票代碼將從12月1日起由「FB」變更為「MVRS」。
2021年11月29日，Meta宣布股票代碼的變更將延後到2022年第一季。
2022年5月9日，Meta Platforms在美国加州伯林盖姆開設了第一家实体零售店“Meta Store”。
Meta原訂在2021年12月1日將股票代號改為「MVRS」，但由於投資公司Roundhill Investments放棄旗下Roundhill Ball Metaverse ETF使用「META」作為股票代號，讓Meta得以在2022年6月9日用新公司名稱「META」作為股票代號。
2022年11月9日，Meta Platforms宣布將裁員11,000名員工，相當於該公司總人數的13%，也是Meta Platforms成立以來首次大裁員。
2023年3月14日，Meta公司表示再计划裁员1万人。 2023年7月3日，Meta旗下的新社群媒體服務Threads在App Store上發布，原定於7月6日起供用戶下載，後提早到北美东部时区2023年7月5日下午7點激活。
2024年2月，Meta移除伊朗最高领袖阿里·哈梅内伊的Facebook和Instagram账户，理由是多次违反其“危险组织与个人”政策。截至3月，Meta正因其社交平台涉嫌用于非法药物销售而接受FDA调查。 2024年5月16日，欧盟委员会开始对Meta进行调查，以评估其平台上与儿童安全相关的问题。
2025年1月7日，Meta行政總裁马克·扎克伯格宣佈集團將終止與第三方合作的事實查核計劃，表示事實查核員的工作「過於政治化，破壞的信任比建立的多，尤其是在美國」，未來旗下社交平臺將改用類似於X的社群備註系統，又委任终极格斗冠军赛總裁、候任美國總統唐納·川普的親信白大拿為非執行董事。外界認為這項重大政策轉向是為了安撫川普，憂慮將為更多假新聞打開大門。

## 办公室
在2008年10月，Facebook宣布將在愛爾蘭的都柏林設立國際總部。
在2011年上半年，Facebook宣布計劃將總部搬遷至的昇陽電腦的舊址：加州門洛公園。
2014年7月7日，据美国彭博社及中国媒体的报道，Facebook已经在北京CBD财富金融中心租下一占地面积800余平方米的单位，此举可能意味着Facebook考虑进军中国大陆互联网市场。但中国大陆互联网的管控十分严格，Facebook已经被封锁多年，Facebook能否成功进入中国大陆还有很大的变数。

## 数据中心
- 截至2021年，Meta运营着17个数据中心，并由100%可再生能源支持。

2013年4月22日，Facebook宣佈耗資15億美元，在愛荷華州的阿尔图纳建造占地140萬平方米的最大數據中心，代號為「彈弓」

## 收购
在其存在期间，Facebook, Inc./Meta 已经收购了多家公司（通常被称为人才收购）。
它的首批重大收购之一是在 2012年4月，当时它以约 10 亿美元的现金和股票收购了Instagram。
2013年7月18日，Facebook收購英國代碼軟件公司「Monoidics」。
2014年2月，Facebook, Inc. 宣布将以190 亿美元的现金和股票收购移动消息公司WhatsApp。3月25日，以23亿美元的股票和现金收购了Oculus VR。
2014年，Facebook收购健康跟踪移动应用Moves的厂商ProtoGeo Oy。Facebook没有透露这项交易的价格。。
2014年6月3日，Facebook宣布将收购芬兰移动互联网服务创业公司Pryte。Pryte的服务主要面向欠发达地区没有订购无线数据服务的手机用户，向他们销售短期的上网服务，允许他们访问特定的移动应用。。
2014年10月6日歐盟監管當局正式批准Facebook收購WhatsApp，由於交易涉及FB股權，而FB自2月中公布收購至今股價上漲，根據交易協議，Facebook會以1.78億股作收購代價，另支付4,600萬股限售股予WhatsApp員工，以星期一10月6日收市價77.555美元計，股份總值達173.7億美元，再加上45.9億美元現金代價，令交易總值增加至219億美元。
2015年1月6日，Facebook收購一家總部位於加州，穿戴裝置與網絡連接設備開發語音辨識技術的企業wit.ai，未有披露作價。
2015年1月10日，Facebook收購總部位於加州聖地牙哥市，影音處理技術新創公司 QuickFire Networks ，未有披露作價。
2021年6月6日，收购Crayta开发商Unit 2 Games。Crayta是基于Unreal Engine开发的，它是一个类似Roblox的平台，为用户提供简洁的创作界面，而且还有发现和社区功能。
2025年7月12日，完成对专注于语音技术的小型人工智能初创公司 PlayAI 的交易。

## 軼事

### 商标
馬來西亞拿督鄭博見於其臉書專頁指控，美國社群媒體公司Meta（前稱Facebook）抄襲其公司「Meta」的標誌與名稱，並強調自己早已註冊相關商標。不僅如此，Meta的商標爭議還涉及其他公司，包括Meta PC 創始人Joe Darger和Zack Shutt，他們於2021年8月份便為「電腦、筆記型電腦、平板電腦、軟體與更多科技相關的項目」申請了「Meta」商標，甚至傳出Meta欲以2,000萬美元收購該商標，但Zack Shutt否認曾提出此金額或相關提議。此外，總部位於芝加哥的公司MetaCompany也對Meta提出控訴，其創辦人Nate Skulic在官網上指控Meta盜用公司名稱，聲稱已計畫採取法律行動。2021年12月，Meta以Beige Key有限公司的名義，6,000萬美元現金收購美國地方銀行Meta金融集團（Meta Financial Group）名稱的全球使用權。